# ويليام إي. دودغ جونيور
ويليام إي. دودغ جونيور (بالإنجليزية: William E. Dodge, Jr.)‏ هو شخصية أعمال أمريكي، ولد في 15 فبراير 1832 في نيويورك في الولايات المتحدة، وتوفي في 9 أغسطس 1903 في بار هربور في الولايات المتحدة.